# 蓋爾尼察區
48°51′7″N 20°56′2″E / 48.85194°N 20.93389°E

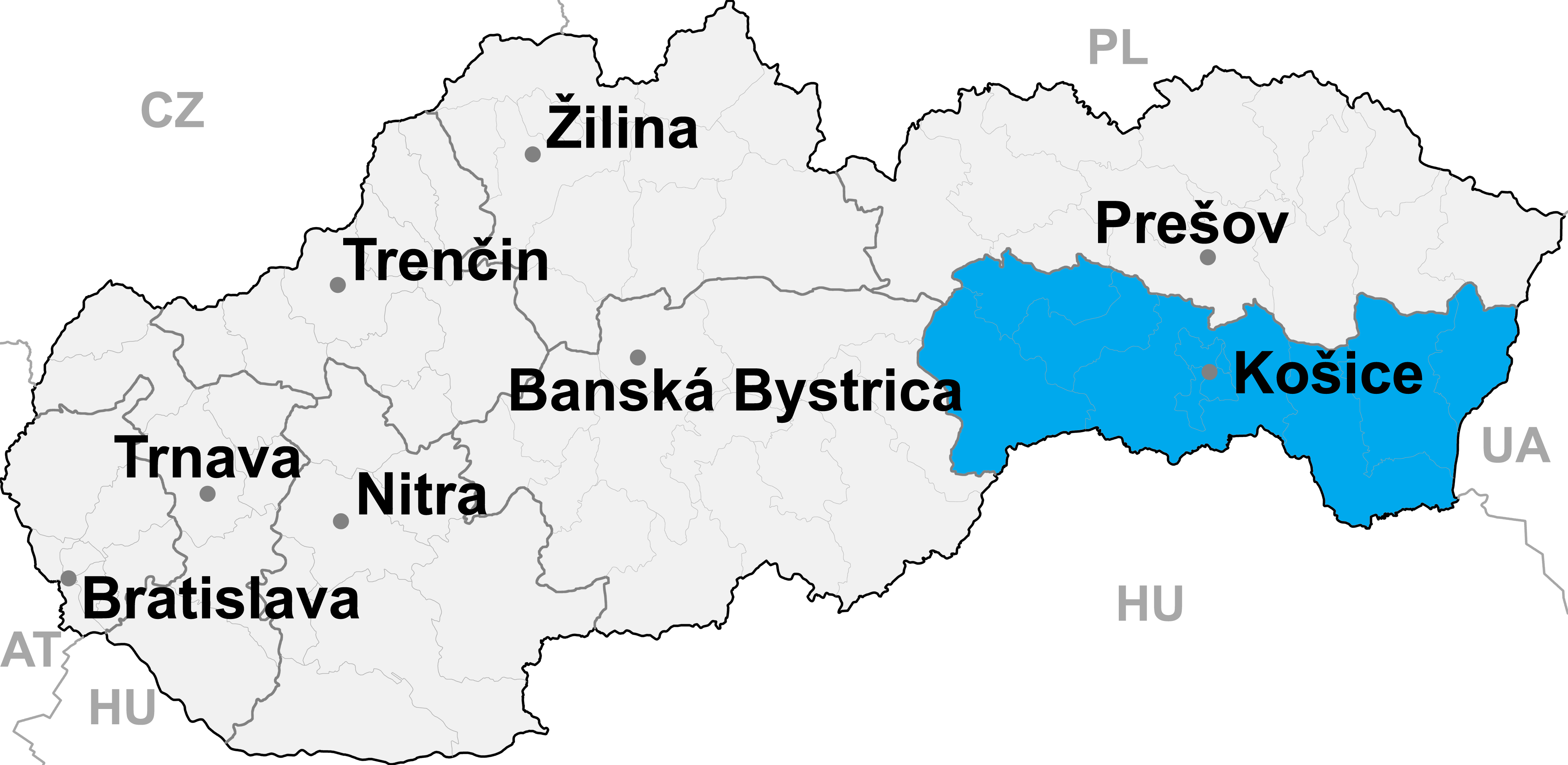

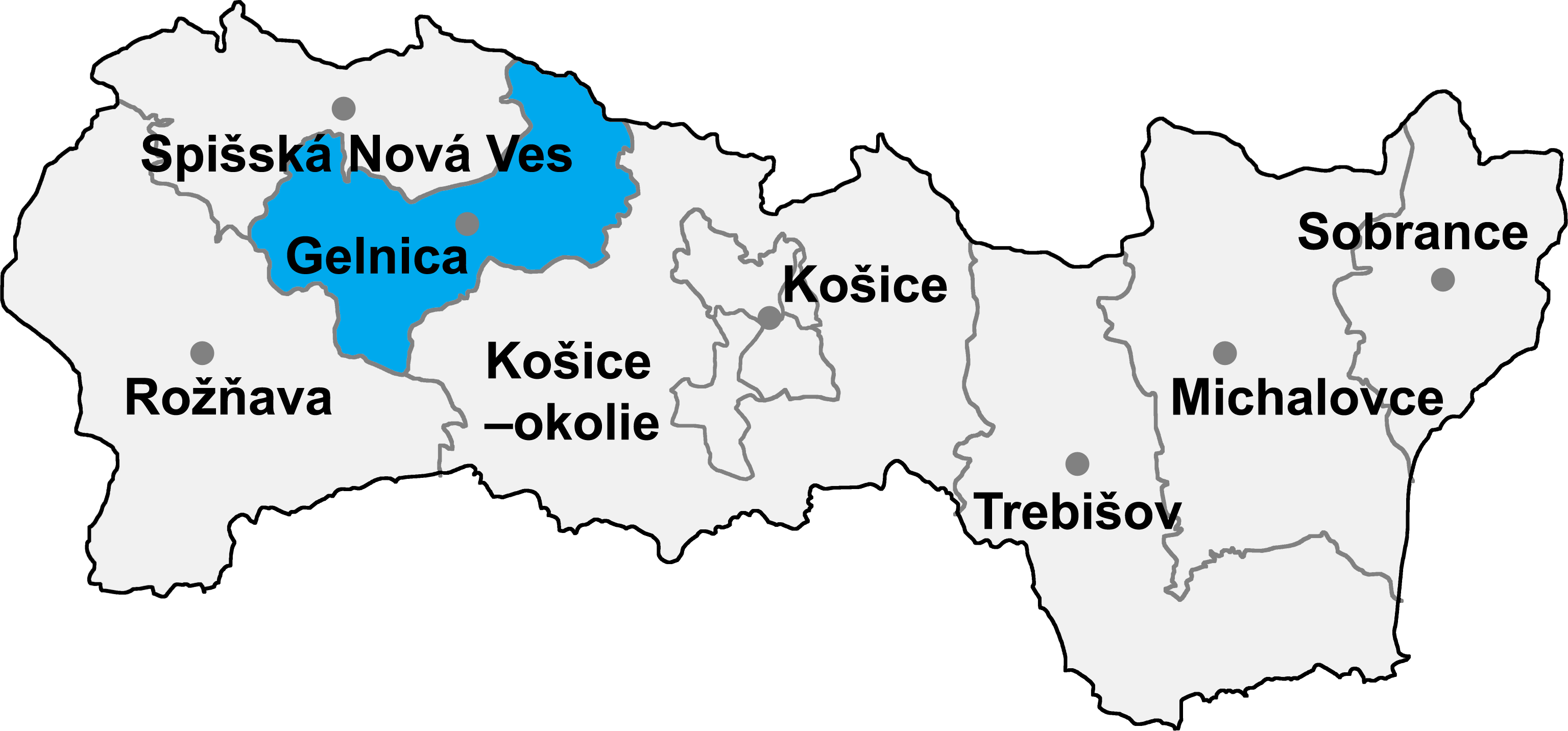

蓋爾尼察區，是斯洛伐克的一個區，位於該國東南部，由科希策州負責管轄，面積584平方公里，2009年該區人口31,365，人口密度每平方公里54人。